# New York Eagles
O New York Eagles foi uma franquia de futebol profissional que jogou na American Soccer League de 1978 a 1981, com um hiato de um ano em 1980.

## História
A franquia jogou sua primeira temporada em Mount Vernon, Nova York, depois se mudou para Albany, Nova York, nas temporadas de 1979 e 1981, jogando no Bleecker Stadium.
Jogador dos Eagles, o iugoslavo Vogislav "Billy" Boljevic, foi o artilheiro da ASL em 1981. Os Eagles ficaram de fora na temporada de 1980 devido a restrições financeiras. A franquia chegou aos playoffs nas temporadas de 1979 e 1981, mas não passou do primeiro jogo em nenhuma das partidas dos playoffs.